# Michael Mooney
Pour les articles homonymes, voir Mooney.
Michael Macdonald Mooney est un skipper américain né le 14 mai 1930 à New York et mort le 18 novembre 1985 à Washington.

## Biographie
Michael Mooney est diplômé de l'université de Princeton.
Il participe aux Jeux olympiques d'été de 1948 à Londres, où il remporte avec Herman Whiton, James Smith, Alfred Loomis et James Weekes la médaille d'or en classe 6 Metre à bord du Llanoria.